# Varannan vecka
Varannan vecka är en svensk dramakomedifilm från 2006 regisserad och skriven av Felix Herngren, Måns Herngren, Hannes Holm och Hans Ingemansson. Felix och Måns Herngren spelade även filmens två huvudroller som bröderna Pontus respektive Jens.

## Handling
Den frånskilde reklamkillen Pontus trivs bra med sitt "varannan vecka-liv". Ena veckan är han en ordentlig småbarnspappa, för att veckan därpå förvandlas till en bekymmerslös singel som festar runt i Stockholmsnatten. Pontus storebror Jens är hans raka motsats - en etablerad läkare och trebarnsfar, som är lyckligt gift sedan 20 år. Men en dag havererar Jens äktenskap och han tvingas flytta hem till sin bror. Över en natt förändras deras liv radikalt.

## Rollista
- Felix Herngren – Pontus
- Måns Herngren – Jens
- Cecilia Frode – Johanna
- Anja Lundqvist – Maria
- Anna Björk – Tessan
- Sofia Ledarp – Anette
- Ulf Kvensler – copywriter
- Jens Sjögren – AD
- Bengt Nilsson – Ola
- Anna Lena Strindlund – projektledaren
- Cecilia Ljung – Ann-Mari
- Åsa Karlin – Sandra
- Jakob Öqvist – Peter
- Gustav Levin – terapeut
- Jimmy Lindström – Johannas exman
- Mats Flink – Torsten
- Bengt C.W. Carlsson – förlagsman
- Claire Wikholm – taxichaufför
- Vera Herngren	– Pontus dotter
- Vilhelm Bäcker-Lantz – Jens son
- Pål Ströbaek – Jens son
- Adam Nordlund	– Johannas son
- Fredrik Hallgren – Håkan
- Anna Sellberg	– Håkans fru
- Gustaf Åkerblom – Pontus regiassistent
- Wahlströms – dansbandet Matrix

Reklamfilm för Kronfågel
- Frederik Södersten
- Anna-Clara Blixt
- Martha Erikson
- Movitz Palm Rosén
- Mia Löfgren
- Emilia Nzinga

Reklamfilm för Svenska Kyrkan
- Lars Lundqvist

Reklamfilm för Toyota bilpool
- Cecilia Waldensten
- Stefan Livstedt
- Nikita Ekman
- Wille Ekman
- Gabriella Ekman
- Tomas Häll

Reklamfilm för Ikea
- Eva Ekengren
- Håkan Julander
- Alexander Bouveng Sellin
- Jacob Bouveng Sellin
- Gabriel Bouveng Sellin
- Bahador Bashiri

Reklamfilm för Adressändring
- Alexandra Chalupa
- Johan von der Lancken
- Helen Lim
- Won-Sup Lim
- Hans Brontén
- Ulf Lidman

Övriga medverkande
- Taylor James
- Peter Nordlund
- Max Vobora
- Stefan Andersson
- Pontus Ernfors
- Görel Bergmark
- Lin Kleiven
- Daniel Wahlström
- Robert Nyhlén
- Jan Kai Ju
- Mikael Ljunggren
- Uluc Telmen

## Om filmen
Varannan vecka producerades av Patrick Ryborn för S/S Fladen Film AB. Filmen spelades in mellan den 8 augusti och 23 september 2005. Den fotades av Göran Hallberg med undervattensfoto av Erik Börjesson och klipptes samman av Fredrik Morheden. Musiken komponerades av Adam Nordén.

## Mottagande
Filmen fick ett blandat mottagande och har medelbetyget 3,2/5 på Kritiker.se, baserat på 13 recensioner. Högst betyg fick den av Moviezine (4/5) och Svenska Dagbladet (4/6) och lägst av Corren och Göteborgs-Posten, som gav betyget 2/5.

## Musik i filmen
- "Varannan vecka", Adam Nordén
- "Kyckling på fredag", musik: Pierre Boutros, text: Felix Herngren, Måns Herngren, Hannes Holm, Hans Ingemansson
- "Untouchable", Regina Lund
- "Lied, blandad kör, op. 62. Nr 2, Von alten liebesliedern", Johannes Brahms
- "Toyota", Hans Ingemansson
- "Imse vimse spindel, arrangör Adam Nordén
- "Left Foot Forward", Graham Preskett
- "Classical Heritage"
- "My Way of Giving", musik: Ronnie Lane, text Steve Marriott, framförd av Rod Stewart
- "Nyskild, lonley och ensam", text och musik: Hans Ingemansson, Tobias Nyström, framförd av Wahlströms
- "I Will Survive", text och musik: Dino Fekaris och Frederick J. Perren, framförd av Hayati Kafé
- "Move on Up, Curtis Mayfield
- "Scheisse hier, Scheisse da", text och musik: Volker Sonnenschein, Ursula Sonnenschein, Alex Schmidt
- "Suppose", text och musik: Mikael Frithiof, Thomas Johansson, framförd av Paste